# Új városháza (Prága)

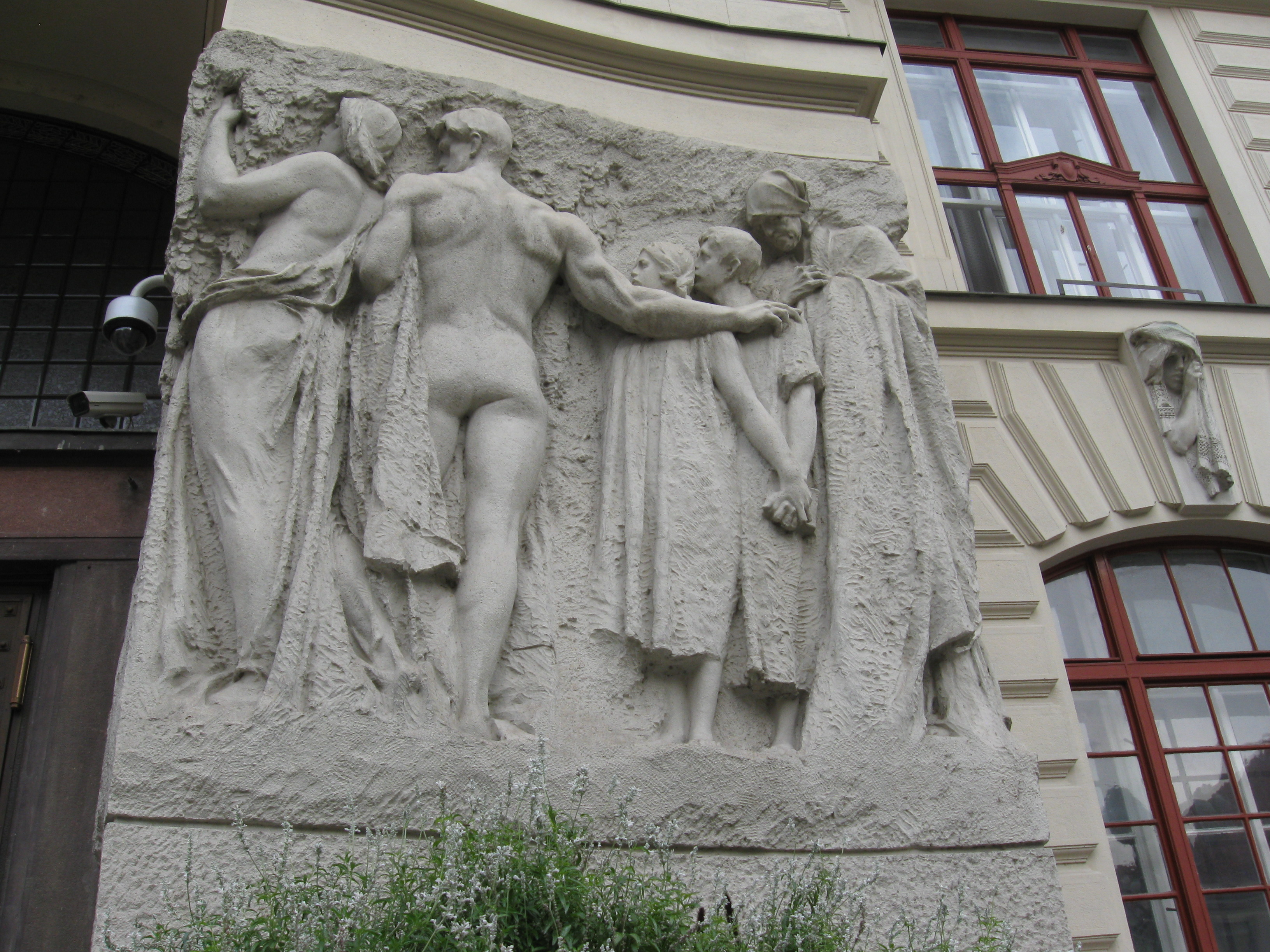
Dombormű a főkapu keretének jobb oldalán

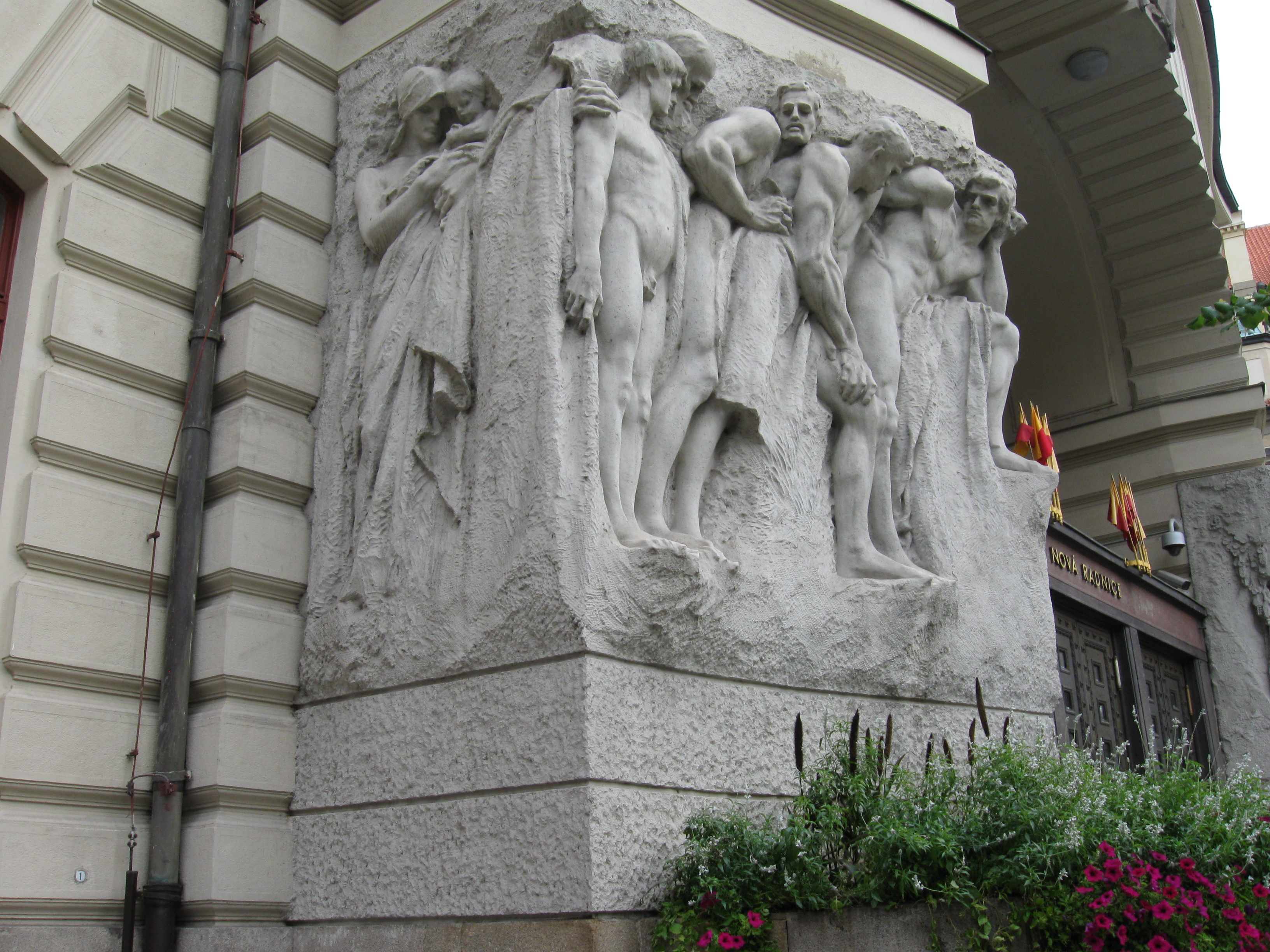
Dombormű a főkapu keretének jobb oldalán

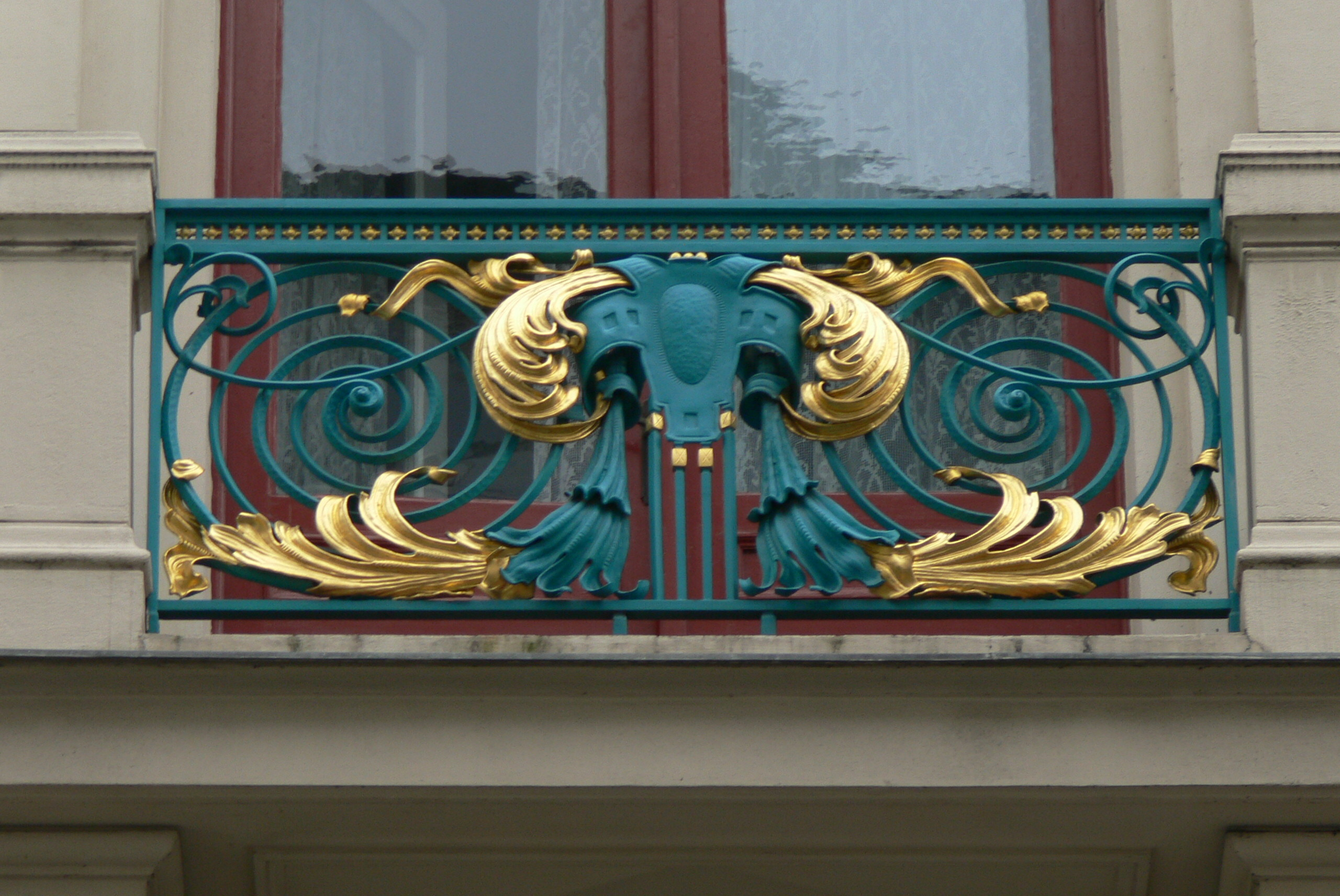
Egy erkély díszes kovácsoltvas korlátja

Az Új városháza (Nová radnice) Prága óvárosában áll a Mária téren (Mariánské náměstí 2/2., a rendszerváltás előtt náměstí primátora Vacka 2/2.), a Klementinummal szemben. Nyugati oldalán áll a Károly Egyetem bölcsészkarának épülettömbje.
1945 óta itt ülésezik a városi tanács (magisztrátus) és itt székel a főváros polgármestere — 2023. február 16. óta Bohuslav Svoboda, előtte Zdeněk Hřib.

## Története
Amikor a 20. század elejére a városi közigazgatás kinőtte a régi városházát, a magisztrátus a Mária tér és az egykori Linhart tér közötti helyet jelölte ki az új tanácsháza számára. A 13. században itt még egy bizonyos Jaroš udvara terült el. A 14. században a város kivásárolta a telket, és helyén „csirkepiacot” hoztak létre, ahol a prágaiak baromfit vásárolhattak. A 15. században a csirkepiacot megszüntették, de a Zöld Béka házzal szemben elterülő Linhart tér a 20. század elejéig megmaradt. 1880-ig ezen a téren állt a híres óvárosi kovácsműhely, amely előtt egy közkonyhát alakítottak ki, ahol olcsó főtt ételt kaphattak a szegény prágai polgárok. A környéken sok ház megkapta a „tűzjogot”, ezekben szabad volt kovácstűzhelyt használni. A kovács szakmának sok ágát művelték errefelé: voltak fegyver- és páncélkovácsok, a „spurgerek” sarkantyúkat készítettek, a sisakosok sisakokat, a színesfémkovácsok ón- bronz- és sárgaréztárgyakat. Az egyik ház azé a Ringhofer bádogosé volt, akinek unokája Franz Ringhoffer báró (1817–1873) alapította 1852-ben (Prága 5. kerületében) a jól ismert smíchovi Ringhoffer-gyárat (EU).
A Mária tér nevezetessége a „tócsán álló Szűz Mária-templom” volt, amely onnan kapta sajátos nevét, hogy a helyet gyakran öntötte el a Moldva, és az árhullám visszahúzódása után a templom előtt sokáig nagy tócsa maradt. A két tér közötti háztömböt felvásárolta, majd lebontotta a város, és az új épület tervezésére 1908-ban pályázatot írtak ki. Ezt a kor divatos építésze, Osvald Polívka nyerte, a magisztrátus azonban több helyen módosíttatta a nyertes pályamunkát. A többször módosított terveket végül 1909-ben fogadták el. A tanács alapvető szempontja volt, hogy az épület harmonikusan illeszkedjen a környék két meghatározó épületéhez: a Klementinumhoz és a Clam-Gallas-palotához.
A kivitelező egy bizonyos František Tichna építőipari vállalkozó lett. 1909-ben kezdték el bontani a telken álló épületeket; a teljes munkát 1911-ben fejezték be.
Az elsősorban a közigazgatás adminisztratív-gazdasági funkcióinak ellátására tervezett épületet két, a maga idejében élenjáró műszaki megoldásnak számító páternoszterrel szerelték fel.
A város vezetőinek hivatalai az új városház átadása után is a régi épületben maradtak egészen 1945-ig. Ekkor a májusi harcokban leégett a régi városháza Týn-templom felé néző szárnya, és vezetőknek is át kellett költözniük az új helyre. Ezután a régi városházát már csak reprezentatív célokra vették igénybe. A nagy pénztártermet ülésteremmé alakították át, és itt szorítottak helyet a képviselőcsoportok és a városi vezetők irodáinak is.

## Az épület
A késő szecessziós épület homlokzata nyugat felé, a térre néz; monumentális főkapuja (a homlokzat közepén) oda nyílik. Gyakorlatilag egy kétszintes alsó- és egy ugyancsak kétszintes felső részből áll; alápincézett. A két részt övpárkány választja el egymástól; fölsőt koronázópárkány zárja le. Az alsó rész falait kváderezés tagolja, a fölső rész falai tagolatlanok.
A főpárkány (koronázópárkány) fölötti oromzatokat és tornyokat manzárdtetők fedik. Tartószerkezete nagyrészt vasbeton. A földszinti előszobába háromrészes rézkovácsolt ajtó vezet. A két lépcsőházból a fő három-, a mellék kétágú (EU). Prágában először itt használtak páternosztert (csehwiki); emellett van még egy személylift is. Átadásakor a 250 hivatali helyiség összesített hasznos alapterülete 7463 m2 volt.
Hangsúlyos eleme az alsó részben középrizalitként előreugró kapu, amely osztatlanul nyílik az alsó két szintre; fölötte a 2. emeleten az övpárkány terasszá szélesedik. Ezt a magasított és gazdagon díszített középrészt a terasztól egy-egy oszloppár keretezi és lapított ötszög alakú orommező zárja le. Maga a középrész a tető síkjából jelentősen (az orommező fölé is) kiemelkedik.
A tető vonalai az épület minden falán vízszintesen és függőlegesen is erősen tagoltak.

### Díszei
A homlokzat szobrokkal, domborművekkel gazdagon díszített. Két sarkán egy-egy, a kapuval azonos magasságú szoborfülkében talapzaton a prágai mondavilág két jelentős alakja áll: a délin (a Linhart utca sarkán) a Gólemet alkotó Lőw rabbi, az északin a Vaslovag (Vasember, Zöld lovag neveken is ismert). A szobrok Ladislav Šaloun munkái.
A főbejárat két oldalát Stanislav Sucharda romantikus stílusú domborművei díszítik. A bal oldali kompozíció a terhet közösen viselő állampolgárokat mutatja, ezzel is hangsúlyozva a közös munka és kötelességek elvét — a jobb oldali pedig az állampolgárok közös hasznát, vagyis a közös befizetés eredményeit: az oktatást, tudományt, szociális ellátást stb. Ugyancsak Suchard munkája a főbejárat íve feletti dombormű a Város Kincsének védelmével, valamint a második emeleti nagy, központi ablak fölött a Leány, aki a város szimbólumai fölé hajol.
Kisebb domborművek díszítik a földszinti ablakok fölötti kvádereket.
A második emeleti teraszon az oszloppárok tövében egy-egy allegorikus szoborpár foglal helyet (Erő és Kitartás; Josef Mařatka szobrai). Egy-egy további szoborpárt a főhomlokzat két sarkán, a koronázópárkányon helyeztek el. a bal felső sarokban Mařatka újabb allegorikus kompozíciója: a Nemesség és a Szerénység, a másik oldalon pedig ismét az Erő és Kitartás allegóriája, ezúttal Stanislav Sucharda megformálásában.
A szobrokat 2004-ben újították fel úgy, hogy a szobrokat homokfúvással kezelték.

## Belső elrendezése
Az épület „magja” az első emeleti nagyterem; ebben ülésezik a városi tanács.

## Fordítás
- Ez a szócikk részben vagy egészben  a   Nová radnice (Praha) című cseh Wikipédia-szócikk ezen változatának fordításán alapul.  Az eredeti cikk szerkesztőit annak laptörténete sorolja fel. Ez a jelzés csupán a megfogalmazás eredetét és a szerzői jogokat jelzi, nem szolgál a cikkben szereplő információk forrásmegjelöléseként.